# Казарновський Ісаак Абрамович
Ісаа́к Абра́мович Казарновський (нар. 17 (29) вересня 1890, Миколаїв — пом. 12 січня 1981, Москва) — український та російський хімік радянських часів, січень 1939 — член-кореспондент АН СРСР — по відділенню математичних та природничих наук (неорганічна та загальна хімія), 1941 — лауреат Сталінської премії 2 ступеня, нагороджений двома орденами «Знак Пошани», орденом Трудового Червоного Прапора, медаллю «За доблесну працю в роки Великої Вітчизняної війни». Один із засновників структурного напряму в неорганічній хімії.

## Життєпис
В швидкому часі родина переїздить з Миколаєва до Одеси. З 1900 року проживали у Швейцарії, в Берні закінчив гімназію.
1914 року закінчив Цюрихський університет — хімічний факультет, доктор філософії.
Протягом 1915—1917 років викладав у інституті «Мінерва» в Цюриху та одночасно вчився на хімічному факультеті Цюрихського політехнічного інституту.
Літом 1917 року з групою політемігрантів повертається до Росії. В 1917—1918 роках працював на Шліссельбурзькому пороховому заводі.
У 1918—1921 роках працює в Міському санітарному бюро Севастополя.
З липня 1922 року — науковий співробітник Фізико-хімічного інституту ім. Л. Я. Карпова в Москві — запросив академік О. М. Бах; до 1981 року завідував заснованою ним науково-дослідницькою лабораторією неорганічної хімії; з 1971 року — старший науковий співробітник.
Досліджував теорію будови гідридів, хлоридів і оксидів металів; вивчав розчинність газів в рідинах та сольватацію йонів.
Відкрив ряд нових оксидів: NaO2 −1936, KO3 — 1948, NaO3, інші.
1936 року напрацював методику виробництва безводного хлориду алюмінію з глин.
Запропонував нову методику регенерації повітря (новоксид), здійснення якої можливе у виробничих масштабах. Використовувалося як ефективний засіб для регенерації кисню в замкнутих системах життєзабезпечення — протигази, підводні човни.
1942 року розробив методику синтезу пероксиду натрію.
Протягом 1949—1951 років з'ясував механізм побудови нововідкритих оксидів та запропонував запропонував нову систематику пероксидів.
У своїх дослідженнях встановив новий механізм утворення перекису водню з вільних гідроксильних радикалів. Також дослідив механізм розпаду і окислювальну дію Озонозону, котра йде через озонідний іон і вільний гидроксил — 1969.
Серед його робіт:
- «Про побудову неорганічних перекисів», «Журнал фізичної хімії», 1940,
- «Вищі окисли калію (Неорганічні перекиси)», «Журнал фізичної хімії», 1947 — разом з С. І. Райхштейном,
- «Новий окисел калію», «Доповіді АН СРСР, Нова серія», 1949 — разом з Г. П. Нікольським та Т. А. Аблецовою,
- «Кінетика самовільного розпаду озоніду калію», «Доповіді АН СРСР», 1956 — в співавторстві,
- «Ізотопний обмін кисню між вільним гідроксильним радикалом та водою», «Журнал фізичної хімії», 1956 — у співавторстві.

## Цікавинки
Газета «UA-футбол» провела дослідження, в результаті якого кореспондент встановив, що брати Казарновські виступали за швейцарські футбольні клуби «Янг Бойз» з Берна і «Янг Феллоуз» з Цюриха на позиціях напівзахисників. 1910 року при відвідинах Миколаєва вони кілька сезонів виступали з місцеву команду. 1911 року миколаївська команда «Зебра» виграла у англійських службовців одеських торговельних фірм «Бритіш-Атлетік клуб».